# Чемпионат СССР по лёгкой атлетике в помещении 1979
Чемпионат СССР по лёгкой атлетике в помещении 1979 года прошёл 10—12 февраля в Минске в манеже Дворца лёгкой атлетики КБВО. На протяжении 3 дней были разыграны 25 комплектов медалей.
Ряд высоких результатов показали молодые легкоатлеты. 20-летний Геннадий Валюкевич дважды по ходу турнира улучшал высшее мировое достижение в тройном прыжке: 17,18 м в квалификации и 17,29 м в финале.
Марине Серковой из Ленинграда в день соревнований было всего 17 лет, но в секторе для прыжка в высоту ей удалось установить новый рекорд СССР. В перепрыжке за первое место с Мариной Сысоевой она взяла высоту 1,93 м.
Людмила Кондратьева стала автором нового всесоюзного достижения в беге на 100 метров в помещении (11,58), а Евгений Евсюков — в ходьбе на 10 000 метров (40.18,4). Замира Зайцева показала лучший результат в истории страны на дистанции 1500 метров — 4.12,1.
19-летний Андрей Прокофьев обыграл сильнейших легкоатлетов страны на дистанции 60 метров с барьерами, а 18-летняя Елена Фреймане стала лучшей в прыжке в длину. Впервые заявили о себе на высоком уровне их ровесники Владимир Муравьёв, Константин Волков, Александр Крупский, Ольга Короткова, также попавшие на пьедестал почёта в своих видах.
Чемпионат СССР по многоборьям в помещении проводился отдельно 16—19 февраля 1979 года в Орджоникидзе.

## Командное первенство
| Место | Команда        |
| ----- | -------------- |
| 1     | РСФСР          |
| 2     | Украинская ССР |
| 3     | Ленинград      |

## Медалисты

### Мужчины
| Дисциплина             | Золото                                    | Золото  | Серебро                                     | Серебро | Бронза                                    | Бронза  |
| ---------------------- | ----------------------------------------- | ------- | ------------------------------------------- | ------- | ----------------------------------------- | ------- |
| 60 м                   | Николай Колесников Ленинград              | 6,65    | Владимир Муравьёв Казахская ССР Караганда   | 6,68    | Семён Ваханелов Москва                    | 6,69    |
| 100 м                  | Владимир Муравьёв Казахская ССР Караганда | 10,46   | Николай Колесников Ленинград                | 10,52   | Владимир Игнатенко Украинская ССР Киев    | 10,57   |
| 400 м                  | Виктор Бураков Украинская ССР Киев        | 47,7    | Сергей Ловачёв РСФСР Московская область     | 48,0    | Римигиюс Валюлис Литовская ССР Вильнюс    | 48,7    |
| 800 м                  | Николай Киров Белорусская ССР Гомель      | 1.49,8  | Владимир Подоляко Белорусская ССР Минск     | 1.49,8  | Алексей Литвинов Ленинград                | 1.50,0  |
| 1500 м                 | Владимир Пономарёв РСФСР Ростов-на-Дону   | 3.47,3  | Николай Киров Белорусская ССР Гомель        | 3.47,4  | Валерий Торопов Ленинград                 | 3.47,5  |
| 3000 м                 | Александр Федоткин Белорусская ССР Брест  | 7.55,0  | Александр Антипов Литовская ССР Вильнюс     | 7.57,2  | Валерий Абрамов РСФСР Московская область  | 7.58,8  |
| 2000 м с препятствиями | Сергей Епишин РСФСР Московская область    | 5.29,6  | Александр Витшель Ленинград                 | 5.31,0  | Александр Воробей Белорусская ССР Гомель  | 5.31,2  |
| 60 м с барьерами       | Андрей Прокофьев РСФСР Свердловск         | 7,63    | Вячеслав Кулебякин Ленинград                | 7,77    | Эдуард Переверзев Москва                  | 7,79    |
| 110 м с барьерами      | Виктор Мясников Белорусская ССР Минск     | 13,6    | Александр Пучков Ленинград                  | 13,6    | Анатолий Смирнов Москва                   | 13,7    |
| Прыжок в высоту        | Геннадий Белков РСФСР Куйбышев            | 2,27 м  | Валерий Колесников РСФСР Свердловск         | 2,21 м  | Владимир Киба Украинская ССР Киев         | 2,21 м  |
| Прыжок с шестом        | Юрий Прохоренко Украинская ССР Киев       | 5,50 м  | Константин Волков РСФСР Иркутск             | 5,40 м  | Александр Крупский РСФСР Иркутск          | 5,40 м  |
| Прыжок в длину         | Валерий Подлужный Украинская ССР Донецк   | 7,93 м  | Владимир Харитонов Азербайджанская ССР Баку | 7,80 м  | Владимир Цепелёв Азербайджанская ССР Баку | 7,71 м  |
| Тройной прыжок         | Геннадий Валюкевич Белорусская ССР Минск  | 17,29 м | Яак Уудмяэ Эстонская ССР Тарту              | 17,10 м | Анатолий Пискулин Ленинград               | 17,00 м |
| Толкание ядра          | Владимир Киселёв Украинская ССР Кременчуг | 20,42 м | Анатолий Ярош Украинская ССР Ворошиловград  | 19,57 м | Александр Барышников Ленинград            | 19,40 м |
| Ходьба на 10 000 м     | Евгений Евсюков РСФСР Сочи                | 40.18,4 | Николай Матвеев Белорусская ССР Гродно      | 40.27,6 | Пётр Поченчук Белорусская ССР Гродно      | 40.43,2 |

### Женщины
| Дисциплина        | Золото                                   | Золото  | Серебро                                    | Серебро | Бронза                                  | Бронза  |
| ----------------- | ---------------------------------------- | ------- | ------------------------------------------ | ------- | --------------------------------------- | ------- |
| 60 м              | Людмила Сторожкова Москва                | 7,29    | Вера Анисимова Москва                      | 7,35    | Людмила Маслакова Москва                | 7,36    |
| 100 м             | Людмила Кондратьева РСФСР Ростов-на-Дону | 11,58   | Вера Анисимова Москва                      | 11,63   | Ольга Короткова Москва                  | 11,85   |
| 400 м             | Мария Кульчунова Украинская ССР Киев     | 53,7    | Ирина Чёмина Узбекская ССР Самарканд       | 54,5    | Марина Макеева РСФСР Брянск             | 54,7    |
| 800 м             | Светлана Стыркина Москва                 | 2.04,2  | Людмила Веселкова Ленинград                | 2.04,6  | Любовь Иванова Молдавская ССР Тирасполь | 2.04,7  |
| 1500 м            | Замира Зайцева Узбекская ССР Андижан     | 4.12,1  | Светлана Гуськова Молдавская ССР Тирасполь | 4.13,3  | Раиса Садрейдинова РСФСР Ульяновск      | 4.13,4  |
| 60 м с барьерами  | Татьяна Анисимова Ленинград              | 8,14    | Вера Комисова Ленинград                    | 8,17    | Ирина Литовченко Москва                 | 8,28    |
| 100 м с барьерами | Вера Комисова Ленинград                  | 13,39   | Людмила Оринянская Украинская ССР Киев     | 13,89   | Сильва Оя Эстонская ССР Пярну           | 14,02   |
| Прыжок в высоту   | Марина Серкова Ленинград                 | 1,93 м  | Марина Сысоева Киргизская ССР Фрунзе       | 1,91 м  | Тамара Быкова РСФСР Ростов-на-Дону      | 1,85 м  |
| Прыжок в длину    | Елена Фреймане Латвийская ССР Рига       | 6,45 м  | Татьяна Проскурякова РСФСР Краснодар       | 6,44 м  | Анита Стукане Латвийская ССР Рига       | 6,39 м  |
| Толкание ядра     | Нуну Абашидзе Украинская ССР Одесса      | 19,01 м | Нина Исаева РСФСР Московская область       | 18,92 м | Вера Кот Украинская ССР Киев            | 18,80 м |

## Чемпионат СССР по многоборьям
Чемпионы страны в многоборьях определились 16—19 февраля 1979 года во Дворце спорта города Орджоникидзе. По итогам соревнований были улучшены два всесоюзных достижения. У мужчин в семиборье Виктор Грузенкин набрал 5774 очка, а женское пятиборье выиграла Екатерина Смирнова с результатом 4427 очков.

### Мужчины
| Дисциплина | Золото                            | Золото           | Серебро               | Серебро          | Бронза                                  | Бронза            |
| ---------- | --------------------------------- | ---------------- | --------------------- | ---------------- | --------------------------------------- | ----------------- |
| Семиборье* | Виктор Грузенкин РСФСР Красноярск | 5774 очка (5934) | Сергей Желанов Москва | 5704 очка (5885) | Сергей Лебедев РСФСР Московская область | 5617 очков (5746) |

### Женщины
| Дисциплина | Золото                           | Золото            | Серебро                     | Серебро          | Бронза                           | Бронза           |
| ---------- | -------------------------------- | ----------------- | --------------------------- | ---------------- | -------------------------------- | ---------------- |
| Пятиборье* | Екатерина Смирнова РСФСР Рыбинск | 4427 очков (4493) | Ирина Колесникова Ленинград | 4341 очко (4377) | Ольга Рукавишникова РСФСР Казань | 4303 очка (4382) |

* Для определения победителя в соревнованиях многоборцев использовалась старая система начисления очков. Пересчёт с использованием современных таблиц перевода результатов в баллы приведён в скобках.